# ليونيل غودوي رانغيل
ليونيل غودوي رانغيل هو محامي وسياسي مكسيكي، ولد في 5 يونيو 1950 في مدينة لازارو كارديناس في المكسيك. نشط حزبياً في حزب الثورة الديمقراطية. وقد انتخب عضو مجلس الشيوخ المكسيكي ‏ وانتخب عضو مجلس النواب المكسيك ‏ وانتخب Governor of Michoacán ‏.